# Pertusaria pseudocorallina
Pertusaria pseudocorallina är en lavart som först beskrevs av Lilj., och fick sitt nu gällande namn av Johann Franz Xaver Arnold. Pertusaria pseudocorallina ingår i släktet Pertusaria och familjen Pertusariaceae.  Arten är reproducerande i Sverige. Inga underarter finns listade i Catalogue of Life.